# Archibald Boyd-Carpenter
Archibald Boyd Boyd-Carpenter (* 26. März 1873; † 27. Mai 1937) war ein britischer Politiker der Liberalen Unionisten beziehungsweise der Conservative Party, der zwischen 1918 und 1937 mit Unterbrechungen Mitglied des House of Commons war und zwischen 1923 und 1924 das Amt des Paymaster General bekleidete.

## Leben

### Offizier und Abgeordneter des Unterhauses
Boyd-Carpenter war der zweite Sohn des Geistlichen William Boyd Carpenter, der zwischen 1884 und 1911 Bischof von Ripon sowie von 1903 bis zu seinem Tod Hofgeistlicher (Clerk of the Closet) der Könige Eduard VII. und Georg V. war, sowie dessen Ehefrau Harriet Charlotte Peers.
Er selbst absolvierte nach dem Besuch der renommierten Harrow School ein Studium am Balliol College der University of Oxford. Im Anschluss trat er seinen Militärdienst bei der Highland Light Infantry an und nahm sowohl zwischen 1899 und 1902 am Zweiten Burenkrieg sowie am Ersten Weltkrieg teil und wurde zuletzt zum Major befördert.
Bei den ersten Unterhauswahlen nach dem Ersten Weltkrieg wurde Boyd-Carpenter als Kandidat der Unionisten erstmals zum Mitglied des House of Commons gewählt und vertrat in diesem bis zu seiner Niederlage bei den Wahlen vom 6. Dezember 1923 den Wahlkreis Bradford North. Er war zwischen November 1922 und März 1923 Parlamentarischer Sekretär im Arbeitsministerium (Parliamentary Secretary for the Ministry of Labour) sowie anschließend von März bis Mai 1923 Finanzsekretär im Schatzamt (Financial Secretary to the Treasury) während der Amtszeit von Premierminister Andrew Bonar Law.

### Generalzahlmeister und Wiederwahlen in das Unterhaus
Obwohl er anschließend nicht mehr dem Unterhaus angehörte, fungierte Boyd-Carpenter vom 22. Mai 1923 bis zum 23. Januar 1924 in der Regierung von Andrew Bonar Laws Nachfolger als Premierminister Stanley Baldwin gleichzeitig als Generalzahlmeister (Paymaster General) sowie als Finanzsekretär der Admiralität (Financial Secretary to the Admiralty).
Bei den Unterhauswahlen vom 24. Oktober 1924 wurde er für die Unionisten wieder zum Abgeordneten des Unterhauses gewählt und vertrat dort den Wahlkreis Coventry, ehe er dieses Mandat bei den Wahlen vom 30. Mai 1929 wieder verlor. Für seine Verdienste wurde er 1926 zum Knight Bachelor geschlagen und führte seither den Namenszusatz „Sir“. Zuletzt wurde er bei den Wahlen vom 27. Oktober 1931 wieder zum Mitglied des House of Commons gewählt und vertrat in diesem nunmehr bis zu seinem Tod den Wahlkreis Chertsey.
Aus seiner Ehe mit A. Dugdale gingen ein Sohn und eine Tochter hervor. Sein Sohn John Archibald Boyd-Carpenter war ebenfalls ein Politiker der Conservative Party, der zwischen 1945 und 1972 Abgeordneter des Unterhauses sowie mehrmals Minister war und nach seinem Ausscheiden als Baron Boyd-Carpenter zum Life Peer erhoben und dadurch Mitglied des House of Lords wurde.